# مئلارن ۳۰۵۷
سیارک ۳۰۵۷ (به انگلیسی: 3057 Malaren، نامگذاری:1981EG) سه هزار و پنجاه و هفتمین سیارک کشف شده‌است که در ۹ مارس ۱۹۸۱ کشف شد.
قدر مطلق سیارک برابر ۱۳٫۴۰ است.